# Oricia bifacies
Oricia bifacies är en fjärilsart som beskrevs av Walker 1864. Oricia bifacies ingår i släktet Oricia och familjen tandspinnare. Inga underarter finns listade i Catalogue of Life.